# Scelotes kasneri
Espèce
Statut de conservation UICN

 NT  : Quasi menacé
Scelotes kasneri est une espèce de sauriens de la famille des Scincidae.

## Répartition
Cette espèce est endémique de la province de Cap-Occidental en Afrique du Sud.

## Publication originale
- Fitzsimons, 1939 : Descriptions of some new species and subspecies of lizards from South Africa. Annals of the Transvaal Museum, vol. 20, no 1, p. 5-16.